# 查尔斯·福斯特
小查尔斯·威廉·福斯特（Charles William Foster, Jr.，1828年4月12日—1904年1月9日），美国政治家，美国共和党人，曾任美国众议院议员（1871年-1873年、1873年-1879年）、俄亥俄州州长（1880年-1884年）和美国财政部长（1891年-1893年）。
| 前任： 威廉·温德姆     | 美国财政部长 1891年 - 1893年 | 繼任： 约翰·格里芬·卡莱尔 |
| 前任： 理查德·M·毕晓普 | 俄亥俄州州长 1880年 - 1884年 | 繼任： 乔治·霍德利        |